# GNPO
GNPO — польская бронебойно-осколочная винтовочная граната.

## История
Граната GNPO была разработана в 1980е годы и изначально должна была использоваться с новым 5,45-мм автоматом kbk wz. 88 Tantal.
В связи с переходом Польши на стандарты НАТО был разработан новый вариант гранаты (для отстрела из автомата 5,56 mm kbs wz.96 Beryl, имевшего иную конструкцию пламегасителя), выпуск которой был освоен на предприятии «Dezamet S.A.» в городе Нова-Демба.
В 2001 году министерство экономики Польши объявило благодарность заводу «Dezamet S.A.» за разработку и освоение производства гранаты (Wyróżnienie Ministerstwa Gospodarki za granat nasadkowy przeciwpancerny odłamkowy GNPO).
После завершения испытаний, 4 марта 2004 года граната была сертифицирована и разрешена к использованию в вооружённых силах Польши.

## Описание
GNPO предназначена для поражения живой силы, небронированной и легкобронированной техники.
Граната собрана в цилиндрическом корпусе диаметром 40 мм.
Бронепробиваемость гранаты составляет 80 мм гомогенной стали (при угле встречи с целью 0°).
Дальность стрельбы гранатой составляет 240 метров.

## Страны-эксплуатанты
- Польша